# 馮時來
馮時來（？—？），福建泉州府晋江县人。

## 生平
师从李之藻，万历三十一年（1603年）癸卯科福建乡试举人，曾任尤溪县教谕，四十一年（1613年）癸丑科進士，授婺源县知县，擢户部山东清吏司主事，奉敕督运蓟饷，改吏部稽勋司主事，升验封司郎中，天啓五年五月以赃私狼籍，削去官职。崇祯初复官，升广东参政。